# Elsa Pataky
Elsa Lafuente Medianu, dite Elsa Pataky, née le 18 juillet 1976 à Madrid, est une actrice espagnole.
Elle est notamment connue mondialement pour son interprétation d'Elena Neves dans la série de films Fast and Furious.

## Biographie

### Jeunesse
Née à Madrid, Elsa Lafuente Medianu est l'enfant unique de José Francisco Lafuente, un biochimiste espagnol, et de Christina (en fait, Cristina) Medianu, une journaliste roumaine. Elsa va à l'université CEU San Pablo et y étudie le journalisme. En même temps, elle suit des cours de comédie.
C'est son grand-père maternel, un acteur roumain, qui lui fait découvrir le métier d'acteur.
Elle parle couramment l'espagnol, le roumain, le français, l'anglais et l'italien.
L'actrice fait ses débuts de comédienne comme membre du groupe de théâtre de Madrid, Teatro Cámara d'Ángel Gutiérrez.

### Débuts d'actrice en Espagne (1997-2004)
En 1997, elle enchaîne avec des apparitions dans des séries télévisées espagnoles : entre 1997 et 1998, elle se fait connaître du grand public national en jouant dans la telenovela pour adolescents, Al salir de clase (es). Elle tente ensuite de se diversifier : en 1999, elle joue dans dix épisodes de la comédie Tio Willy, puis dans le thriller Souvenirs mortels, d'Álvaro Fernández Armero, mené par Fele Martínez.
Et en 2000, elle passe au cinéma, après deux épisodes de Hospital Central, elle joue dans le drame Tatawo et est l'une des têtes d'affiche de la comédie Menos es más.
Elle intègre ensuite le casting d'une nouvelle série télévisée, co-produite par la France, l'Espagne et le Royaume-Uni, Tessa à la pointe de l'épée. Le programme est cependant arrêté au bout d'une seule saison.
Elle retourne donc à des projets nationaux : en 2001, elle tient un petit rôle dans le drame Sans nouvelles de Dieu, porté par Penélope Cruz et Victoria Abril, et tient l'un des rôles principaux de la comédie familiale  Noche de reyes.
En 2002, elle est de nouveau l'une des têtes d'affiche d'une comédie, Peor imposible, ¿qué puede fallar?, puis du téléfilm de science-fiction Clara, écrit et réalisé par Antonio Cuadri. Enfin, elle apparaît dans un épisode de la série romantique Paraíso.
L'année suivante la voit enchaîner plusieurs projets dans un registre comique : un épisode de la série comique 7 vidas, le premier rôle féminin de la comédie horrifique Beyond Re-Animator, puis des rôles principaux dans la comédie d'action El Furgón et la comédie chorale Atraco a las 3... y media. Enfin, elle joue dans onze épisodes de la populaire série familiale La Famille Serrano.

### Progression à l'étranger (2004-2008)

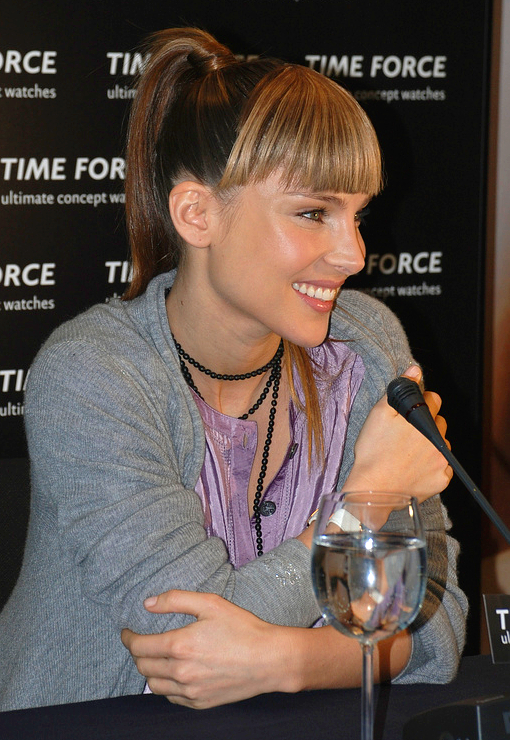
Elsa Pataky en 2007.

En 2004, elle est à l'affiche du drame horrifique L'Enfer des loups, puis parvient à décrocher un rôle dans un projet français, la comédie Iznogoud, aux côtés de Jacques Villeret et de Michaël Youn.
En 2005, avant de quitter l'Espagne, elle participe à deux projets : pour la première fois, elle est la tête d'affiche d'un film, la comédie indépendante Ninette, joue dans le téléfilm d'horreur Conte de Noël, enfin elle est choisie pour annoncer le Guide gastronomique Campsa 2005.
En 2006, elle fait ses débuts à Hollywood dans la comédie fantastique Des serpents dans l'avion, portée par Samuel L. Jackson.
En 2007, elle fait partie du casting de la comédie chorale romantique italienne Manuale d'amore 2 (Capitoli successivi).
L'année 2008 la voit tenir le premier rôle féminin du drame péruvien Máncora, puis du thriller français Skate or Die. Elle revient en Espagne pour l'un des rôles principaux de la comédie fantastique Santos. Elle fait aussi une courte apparition dans la grosse production française Astérix aux Jeux olympiques.

### Installation aux États-Unis (années 2010)
En 2009, elle s'installe aux États-Unis : elle partage l'affiche du thriller horrifique Giallo avec Adrien Brody et Emmanuelle Seigner, sous la direction de Dario Argento. Elle joue aussi aux côtés de Thomas Jane et Ving Rhames dans le polar Fais-leur vivre l'enfer, Malone !, de Russell Mulcahy.
L'année 2010 la voit évoluer dans le biopic Mr. Nice, écrit et réalisé par Bernard Rose. Puis être la tête d'affiche d'un drame espagnol glamour, Di Di Hollywood. Tous ces projets américains passent inaperçus.
En 2011, elle acquiert une renommée internationale en prêtant ses traits à une inspectrice de police brésilienne, Elena Neves, dans le blockbuster Fast and Furious 5, de Justin Lin. Elle reprend son rôle d'Elena Neves dans les suites sorties en 2013 : (Fast and Furious 6), 2015 (Fast and Furious 7), et en 2017 (Fast and Furious 8).
Ses autres projets américains passent inaperçus : le polar Where the Road Meets the Sun (2011), le thriller d'action Deadly Game (2013), le drame indépendant The Wine of Summer (2013).
En 2018, elle tient un rôle secondaire dans le film de guerre Horse Soldiers, dont son mari Chris Hemsworth est la tête d'affiche. La même année, elle tourne une nouvelle série pour la plateforme Netflix, Tidelands, tournée en Australie.
En 2022, elle fait un caméo dans le film Marvel Thor: Love and Thunder puis tient le rôle principal, J. J. Collins une capitaine de l'armée américaine, dans le film Interceptor co-écrit et réalisé par Matthew Reilly, où Chris Hemsworth fait une apparition. Les deux films sont tournés en Australie.
En 2024, elle tient deux rôles secondaires différents (la générale Vuvalini et Mr. Norton) dans le film de la franchise Mad Max Furiosa : Une saga Mad Max tourné en Australie, dont son mari est encore la tête d'affiche.

## Vie privée

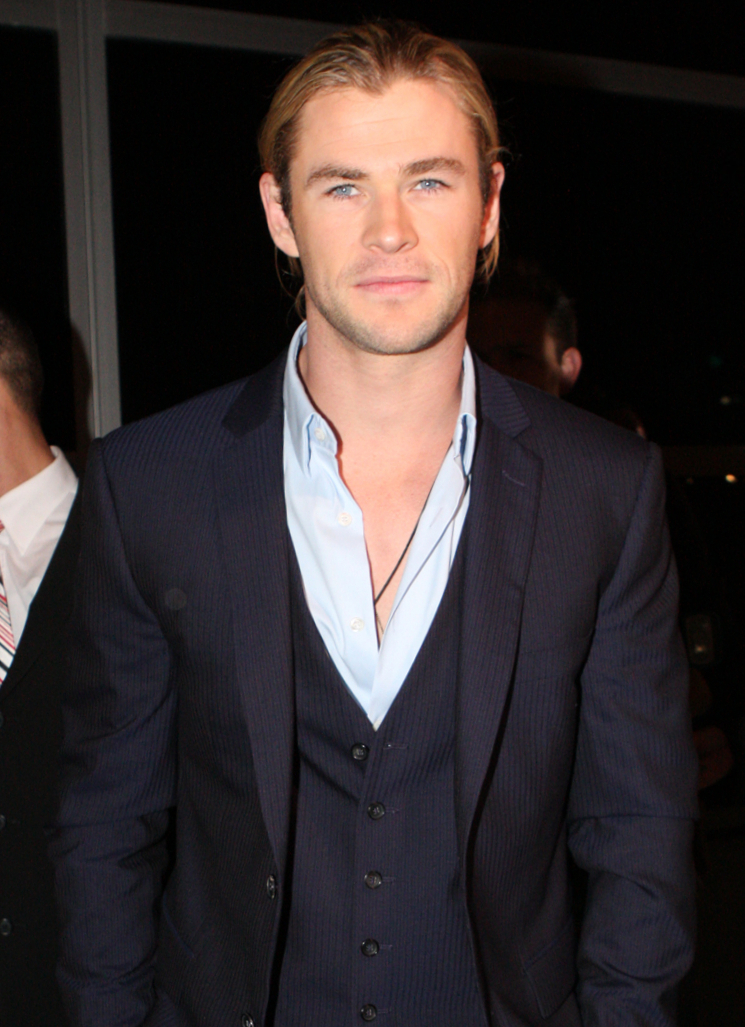
Chris Hemsworth, en 2012.

De 2004 à 2006, elle est la compagne de Michaël Youn, qu'elle a rencontré sur le tournage de Iznogoud. Elle vit ensuite trois ans avec l'acteur Adrien Brody, puis a une liaison avec l'acteur Olivier Martinez.
Depuis juillet 2010, Elsa Pataky est en couple avec l'acteur australien Chris Hemsworth. Au bout de cinq mois de relation, ils se marient le 26 décembre 2010. Ensemble, ils ont trois enfants : une fille India Rose née en 2012 et des jumeaux, Tristan et Sasha Hemsworth nés en 2014. Toute la famille habite à Byron Bay en Australie.

## Filmographie

### Cinéma

#### Longs métrages
- 2001 : Sans nouvelles de Dieu (Sin noticias de Dios) d'Agustín Díaz Yanes : Une serveuse en enfer
- 2000 : Souvenirs mortels (El Arte de morir) d'Álvaro Fernández Armero : Candela
- 2000 : Tatawo de Jo Sol : Blanqui
- 2000 : Menos es más de Pascal Jongen : Diana
- 2001 : Noche de reyes de Miguel Bardem : Marta Cuspineda
- 2002 : Peor imposible, ¿qué puede fallar? de David Blanco, Richard Loncraine et José Semprún : Fátima
- 2003 : Beyond Re-Animator de Brian Yuzna : Laura Olney
- 2003 : El Furgón de Benito Rabal : Nina
- 2003 : Atraco a las 3... y media de Raúl Marchand Sánchez : Katya
- 2004 : L'Enfer des loups (Romasanta) de Paco Plaza: Bárbara
- 2004 : Tiovivo c. 1950 de José Luis Garci : Balbina
- 2005 : Iznogoud de Patrick Braoudé : Prehti-Ouhman
- 2005 : Ninette de José Luis Garci : Alejandra "Ninette"
- 2006 : Des serpents dans l'avion (Snakes on a Plane) de David R. Ellis : Maria
- 2007 : Manuale d'amore 2 (Capitoli successivi) d'Andy Tennant et Giovanni Veronesi : Cecilia
- 2007 : Santos de Nicolás López, Arturo Ruiz-Esparza et Racer Rodriguez :
- 2008 : Máncora de Ricardo de Montreuil : Ximena Saavedra
- 2008 : Skate or Die de Miguel Courtois : Dany
- 2009 : Giallo de Dario Argento : Céline
- 2009 : Fais-leur vivre l'enfer, Malone ! (Give 'em Hell, Malone) de Russell Mulcahy : Evelyn
- 2010 : Mr. Nice de Bernard Rose : Ilze
- 2010 : Di Di Hollywood de Bigas Luna : Di Di
- 2011 : Fast and Furious 5 de Justin Lin : Elena Neves
- 2011 : Snowflake, le gorille blanc (Copito de Nieve) d'Andrés G. Schaer : La sorcière du nord (voix)
- 2011 : Where the Road Meets the Sun de Mun Chee Yong : Michelle
- 2013 : Fast and Furious 6 de Justin Lin : Elena Neves
- 2013 : Thor : Le Monde des ténèbres d'Alan Taylor : Jane Foster (doublure de Natalie Portman)[8]
- 2013 : Deadly Games (All Things to All Men) de George Isaac : Sophia Peters
- 2013 : The Wine of Summer de Philippe Falardeau et Maria Matteoli : Veronica
- 2015 : Fast and Furious 7 (Furious 7) de James Wan : Elena Neves
- 2016 : Ozzy, la grande évasion (Ozzy) d'Alberto Rodríguez et Nacho la Casa : Maddie (voix)
- 2017 : Fast and Furious 8 (The Fate of the Furious) de F. Gary Gray : Elena Neves
- 2018 : Horse Soldiers (12 Strong) de Nicolai Fuglsig : Jean Nelson
- 2022 : Interceptor de Matthew Reilly : J. J. Collins
- 2022 : Thor : Love and Thunder de Taika Waititi : Une femme-louve (caméo)
- 2022 : Poker Face de Russell Crowe : Penelope
- 2023 : Carmen de Benjamin Millepied : Gabrielle
- 2023 : Fast and Furious 10 de Louis Leterrier : Elena Neves (image d’archive)
- 2024 : Furiosa : Une saga Mad Max (Furiosa: A Mad Max Saga) de George Miller : Mr. Norton / la générale Vuvalini

#### Court métrage
- 1997 : Solo en la Buhardilla de Miguel Ángel Rodríguez de Cía : Une fille

### Télévision

#### Séries télévisées
- 1997 - 1998 : Al salir de clase : Raquel Alonso
- 1998 : La vida en el aire : Barbi
- 1998 : Tío Willy : Elena
- 2000 : Hospital Central : Maribel
- 2000 : Un hombre solo : Debora
- 2000 - 2001 : Tessa à la pointe de l'épée (Queen of Swords) : Vera Hidalgo
- 2002 : Paraíso : Luisa
- 2003 : 7 vidas : Cristina
- 2003 - 2004 : La Famille Serrano (Los Serrano) : Raquel Albaladejo
- 2009 : Killer Women (Mujeres asesinas) : Paula Moncada
- 2018 : Terre de marées (Tidelands) : Adrielle Cuthbert

#### Téléfilms
- 2005 : Conte de Noël (Cuento de Navidad) de Paco Plaza : Ekran

## Distinctions

### Récompenses
- Festival de cine de Zaragoza 2005 : Lauréate du Trophée de la meilleure jeune talent
- 2011 : Yoga Awards de la pire actrice espagnole pour Di Di Hollywood

### Nominations
- 2018 : Festival de cine de Zaragoza de la meilleure actrice dans un court-métrage pour Gioseppo Woman: Spy Games

## Voix françaises
- Dorothée Pousséo dans :
  - Fast and Furious 5 (2011)
  - Fast and Furious 6 (2013)
  - Fast and Furious 7 (2015)
  - Fast and Furious 8 (2017)
  - Horse Soldiers (2018)
  - Interceptor (2022)
  - Carmen (2022)

et aussi
- Laura Blanc dans Tessa à la pointe de l'épée (2000-2001)
- Estelle Dehon dans Deadly Games (2013)